# Szydłów (gmina)
Szydłów – gmina miejsko-wiejska w województwie świętokrzyskim, w powiecie staszowskim. W latach 1975–1998 gmina położona była w województwie kieleckim.
Siedzibą gminy jest Szydłów.
31 grudnia 2008 gminę zamieszkiwało 5009 osób. Natomiast według danych z 31 grudnia 2019 roku gminę zamieszkiwało 4679 osób.
Za Królestwa Polskiego gmina należała do powiatu stopnickiego w guberni kieleckiej. 1 stycznia?/13 stycznia 1870 do gminy przyłączono pozbawiony praw miejskich i przekształcony w osadę miejską Szydłów.

## Współczesne części gminy
Poniżej w tabeli 1 miejscowości będące integralną częścią gminy Szydłów (2612082) z aktualnie przypisanym im numerem SIMC (zgodnym z Systemem Identyfikatorów i Nazw Miejscowości) z katalogu TERYT (Krajowego Rejestru Urzędowego Podziału Terytorialnego Kraju).

| SIMC    | Nazwa         | Rodzaj |
| ------- | ------------- | ------ |
| 0274588 | Brzeziny      | wieś   |
| 0274619 | Gacki         | wieś   |
| 0274690 | Grabki Duże   | wieś   |
| 0274737 | Jabłonica     | wieś   |
| 0274789 | Korytnica     | wieś   |
| 0274826 | Kotuszów      | wieś   |
| 0274878 | Mokre         | wieś   |
| 0274909 | Osówka        | wieś   |
| 0274938 | Potok         | wieś   |
| 0274967 | Potok Rządowy | wieś   |
| 0274980 | Rudki         | wieś   |
| 1067012 | Solec         | wieś   |
| 0275062 | Szydłów       | miasto |
| 0275079 | Wola Żyzna    | wieś   |
| 0275100 | Wolica        | wieś   |
| 0275122 | Wymysłów      | wieś   |

## Struktura powierzchni
Według danych z roku 2002 gmina Szydłów ma obszar 107,53 km², w tym:
- użytki rolne: 78%
- użytki leśne: 15%

Gmina stanowi 11,63% powierzchni powiatu.

## Demografia

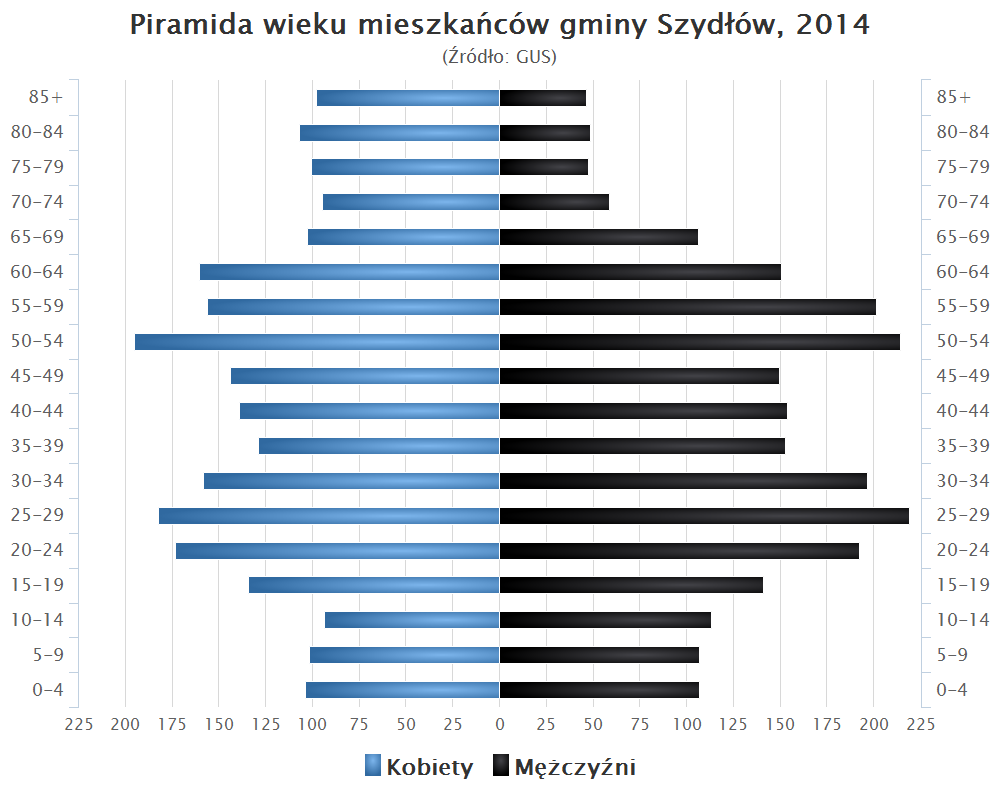
Piramida wieku mieszkańców gminy Szydłów w 2014 roku

Dane z 30 czerwca 2004:
| Opis                              | Ogółem | Ogółem | Kobiety | Kobiety | Mężczyźni | Mężczyźni |
| --------------------------------- | ------ | ------ | ------- | ------- | --------- | --------- |
| jednostka                         | osób   | %      | osób    | %       | osób      | %         |
| populacja                         | 4949   | 100    | 2424    | 49      | 2525      | 51        |
| gęstość zaludnienia (mieszk./km²) | 46     | 46     | 22,5    | 22,5    | 23,5      | 23,5      |

## Budżet
Rysunek 1.1 Dochody ogółem w Gminie Szydłów w latach 1995-2010 (w zł)
| WYSZCZEGÓLNIENIE               | J. m. | ROK         | ROK         | ROK         | ROK         | ROK         | ROK         | ROK         | ROK         | ROK         | ROK         | ROK         | ROK           | ROK          | ROK          | ROK           | ROK           |
| WYSZCZEGÓLNIENIE               | J. m. | 1995        | 1996        | 1997        | 1998        | 1999        | 2000        | 2001        | 2002        | 2003        | 2004        | 2005        | 2006          | 2007         | 2008         | 2009          | 2010          |
| ------------------------------ | ----- | ----------- | ----------- | ----------- | ----------- | ----------- | ----------- | ----------- | ----------- | ----------- | ----------- | ----------- | ------------- | ------------ | ------------ | ------------- | ------------- |
| Dochody ogółem                 | zł    | 1 616 416,- | 3 253 627,- | 4 250 026,- | 4 914 150,- | 4 876 280,- | 5 411 299,- | 5 480 461,- | 6 506 426,- | 6 343 068,- | 6 826 408,- | 8 697 936,- | 9 867 006,53  | 9 174 991,11 | 9 989 557,08 | 10 766 819,78 | 14 136 514,25 |
| ZNAK                           | ±     | -           | +           | -           | +           | +           | -           | -           | -           | -           | +           | -           | +             | -            | -            | +             | +             |
| Nadwyżka/deficyt budżetowa(-y) | zł    | 186 545,-   | 75 447,-    | 157 823,-   | 33 539,-    | 40 431,-    | 43 516,-    | 44 594,-    | 4 838,-     | 174 521,-   | 238 489,-   | 445 904,-   | 475 370,02    | 416 986,60   | 1 176 094,55 | 253 550,20    | 2 362 580,58  |
| ZNAK                           | Σ     | =           | =           | =           | =           | =           | =           | =           | =           | =           | =           | =           | =             | =            | =            | =             | =             |
| Wydatki ogółem                 | zł    | 1 429 871,- | 3 329 074,- | 4 092 203,- | 4 947 689,- | 4 916 711,- | 5 367 783,- | 5 435 867,- | 6 501 588,- | 6 168 547,- | 7 064 897,- | 8 252 032,- | 10 342 376,55 | 8 758 004,51 | 8 813 462,53 | 11 020 369,98 | 16 499 094,83 |

 Rysunek 1.2 Wydatki ogółem w Gminie Szydłów w latach 1995-2010 (w zł)

Według danych z roku 2010 średni dochód na mieszkańca wynosił 2 945,11 zł (tj. — stan na 31 XII; przy 2 929,24 zł w zestawieniu na 30 VI); jednocześnie średnie wydatki na mieszkańca kształtowały się na poziomie 3 437,31 zł (tj. — stan na 31 XII; przy 3 418,79 zł w zestawieniu na 30 VI).

## Sołectwa
Brzeziny, Gacki, Grabki Duże, Jabłonica, Korytnica, Kotuszów, Mokre, Osówka, Potok, Potok Rządowy, Rudki, Solec, Wola Żyzna, Wolica, Wymysłów

## Sąsiednie gminy
Gnojno, Pierzchnica, Raków, Staszów, Tuczępy